# Kułotino
Kułotino – osiedle typu miejskiego w Rosji, w obwodzie nowogrodzkim. W 2010 roku liczyło 2942 mieszkańców.